# Almenn turma
Almenn turma war eines von fünf früheren Volumenmaßen auf Island.
Das Almenn turma lässt sich wie folgt umrechnen:
- 1 Almenn turma = 120 Pottar = 116,4 Liter (auch 115,9 Liter)[1]
  - 1 Pottur = 0,97 Liter